# Paalhuis

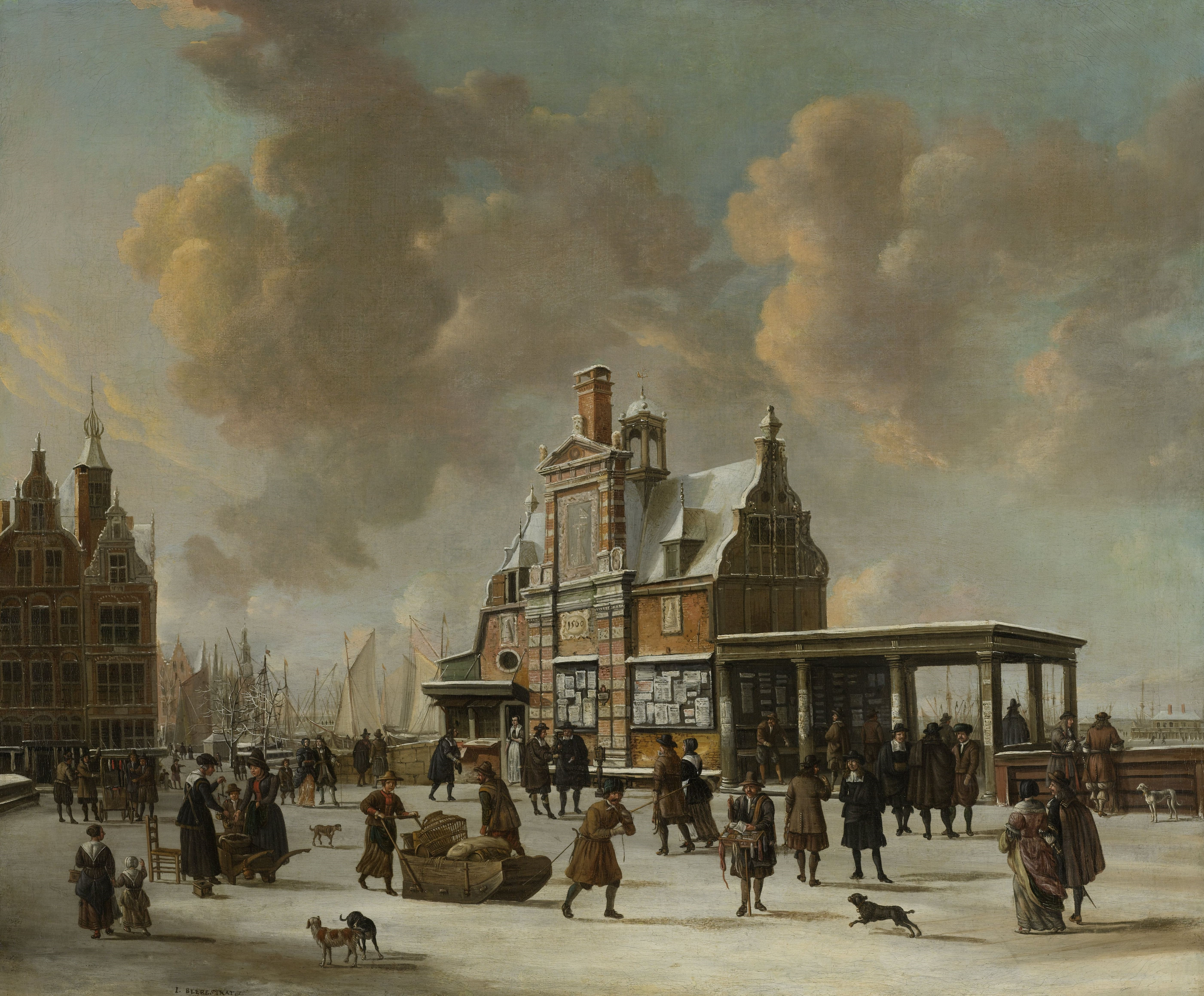
Jan Abrahamsz. van Beerstraten. Het Paalhuis. 1640-1666. Amsterdam, Rijksmuseum Amsterdam.

Het Paalhuis is een voormalig belastingkantoor en de facto het eerste postkantoor van Amsterdam.
Het werd in 1560 in Hollandse renaissance-stijl gebouwd aan de noordzijde van de Nieuwe brug aan wat toen nog het Open Havenfront van Amsterdam was, tegenwoordig de Prins Hendrikkade. Het was half in het IJ gebouwd, zodat schippers hier gemakkelijk het verschuldigde paalgeld konden betalen. Ook konden schippers hier brieven voor kooplieden achterlaten. In het begin was dit nauwelijks gereguleerd, zodat het regelmatig voorkwam dat brieven te laat of helemaal niet bezorgd werden. Op 31 januari 1598 kwam hier verandering in. Vanaf die datum waren alle schippers verplicht hun brieven aan het Paalhuis af te geven, waarna de inwonende Paalknecht deze registreerde en de geadresseerde deze tegen betaling van 1,5 stuiver kon ophalen. De Paalknecht moest de ontvangen 1,5 stuiver vervolgens weer afstaan aan de betrokken schipper. 
Ook vond in het Paalhuis lange tijd de termijnmarkt plaats. Er werd gehandeld in goederen die pas later geleverd zouden worden tegen een vooraf afgesproken prijs.
Het Paalhuis werd midden 17e eeuw afgebroken bij de aanleg van een schutsluis tussen het IJ en het Damrak.